# Тшцинка (Лодзинське воєводство)
Тшцинка (пол. Trzcinka) — село в Польщі, у гміні Броншевиці Серадзького повіту Лодзинського воєводства.
Населення — 133 особи (2011).
У 1975-1998 роках село належало до Серадзького воєводства.

## Демографія
Демографічна структура станом на 31 березня 2011 року:
|          | Загалом | Допрацездатний вік | Працездатний вік | Постпрацездатний вік |
| -------- | ------- | ------------------ | ---------------- | -------------------- |
| Чоловіки | 77      | 23                 | 45               | 9                    |
| Жінки    | 56      | 8                  | 35               | 13                   |
| Разом    | 133     | 31                 | 80               | 22                   |